# جبهه بین‌النهرین در جنگ جهانی اول
جبهه بین‌النهرین (انگلیسی: Mesopotamian campaign) بخشی از نبردهای جبهه خاورمیانه در جنگ جهانی اول بود که میان متفقین از جمله امپراتوری بریتانیا، نیروهای استرالیا و هند انگلیس، علیه قدرت‌های مرکزی، از جمله امپراتوری عثمانی رخ داد.

## نگارخانه

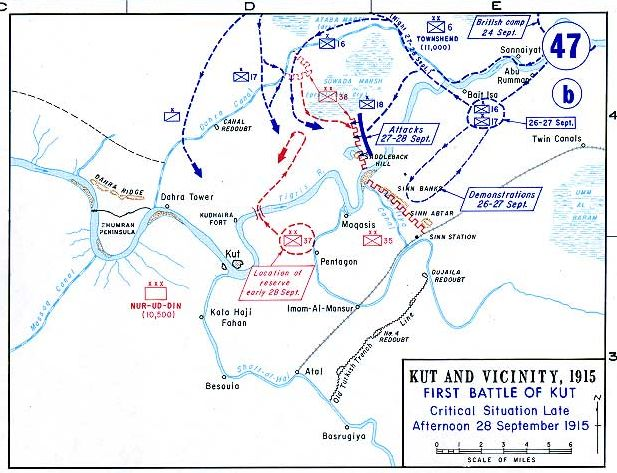
حمله بریتانیا در سپتامبر
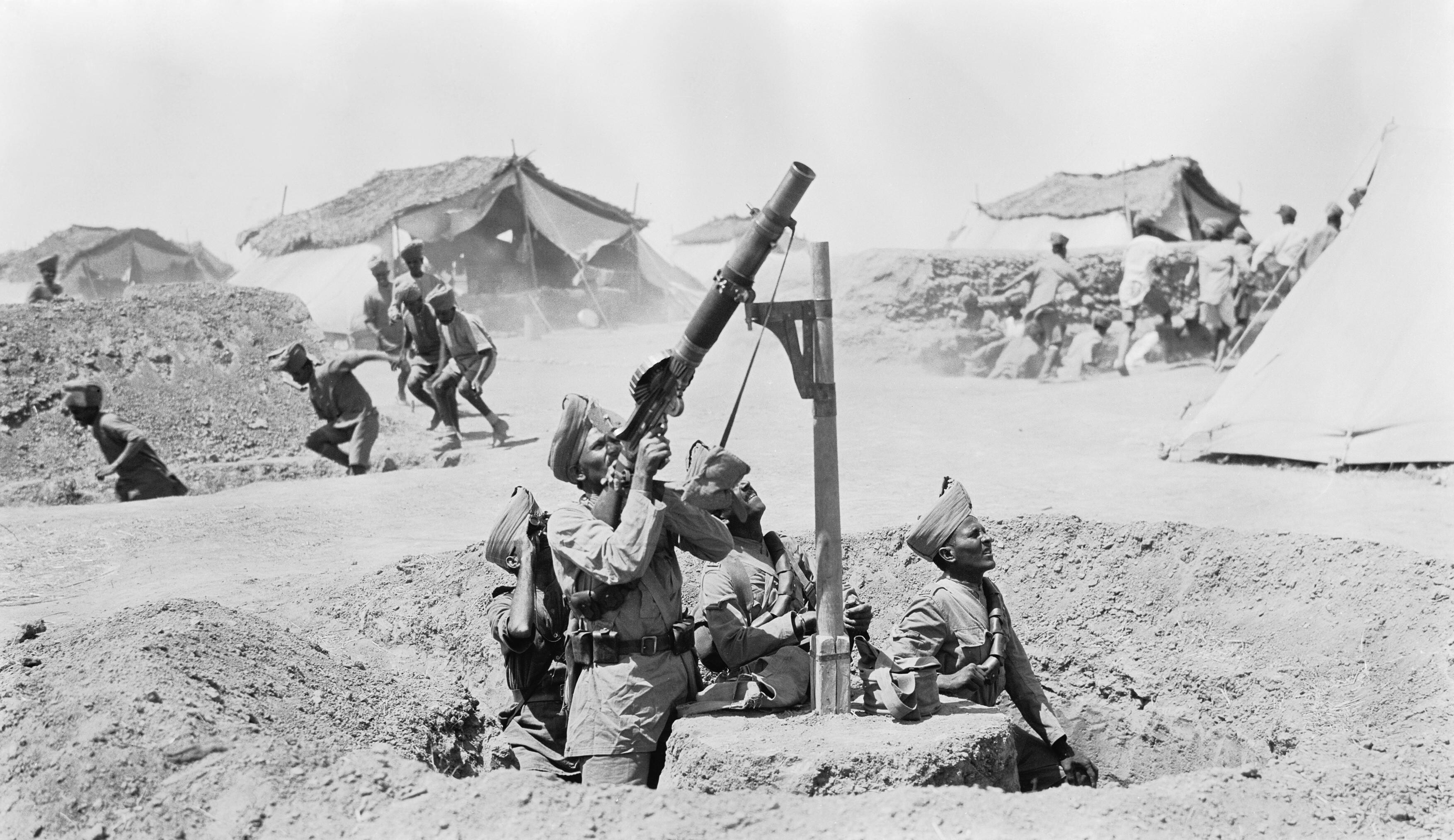
ضدهوایی نیروهای هند بریتانیا در جریان نبرد شیخ سعد
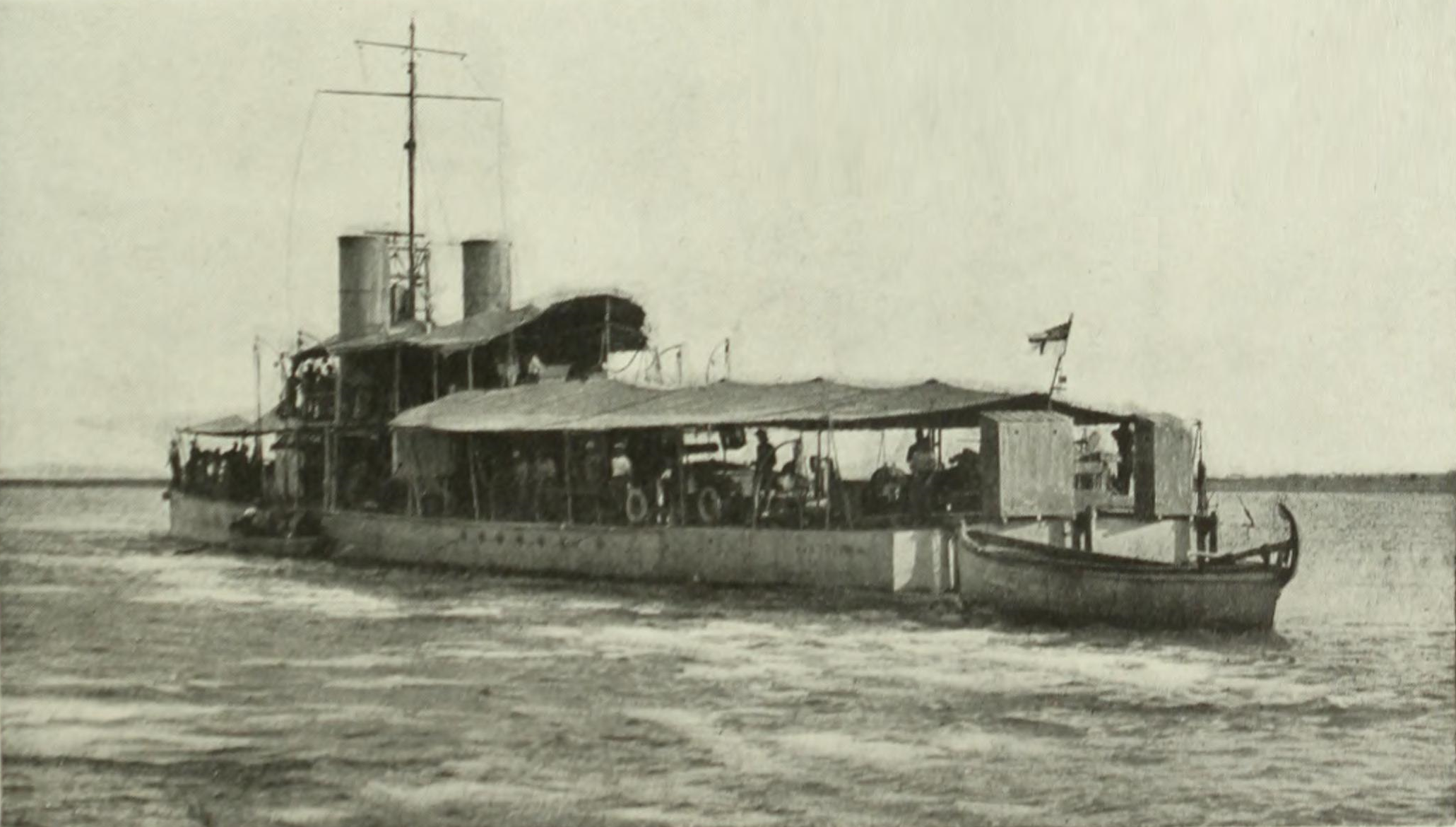
شناور مسلح بریتانیا در رود دجله
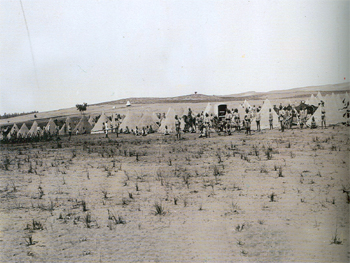
ستاد فرماندهی ارتش ششم امپراتوری عثمانی
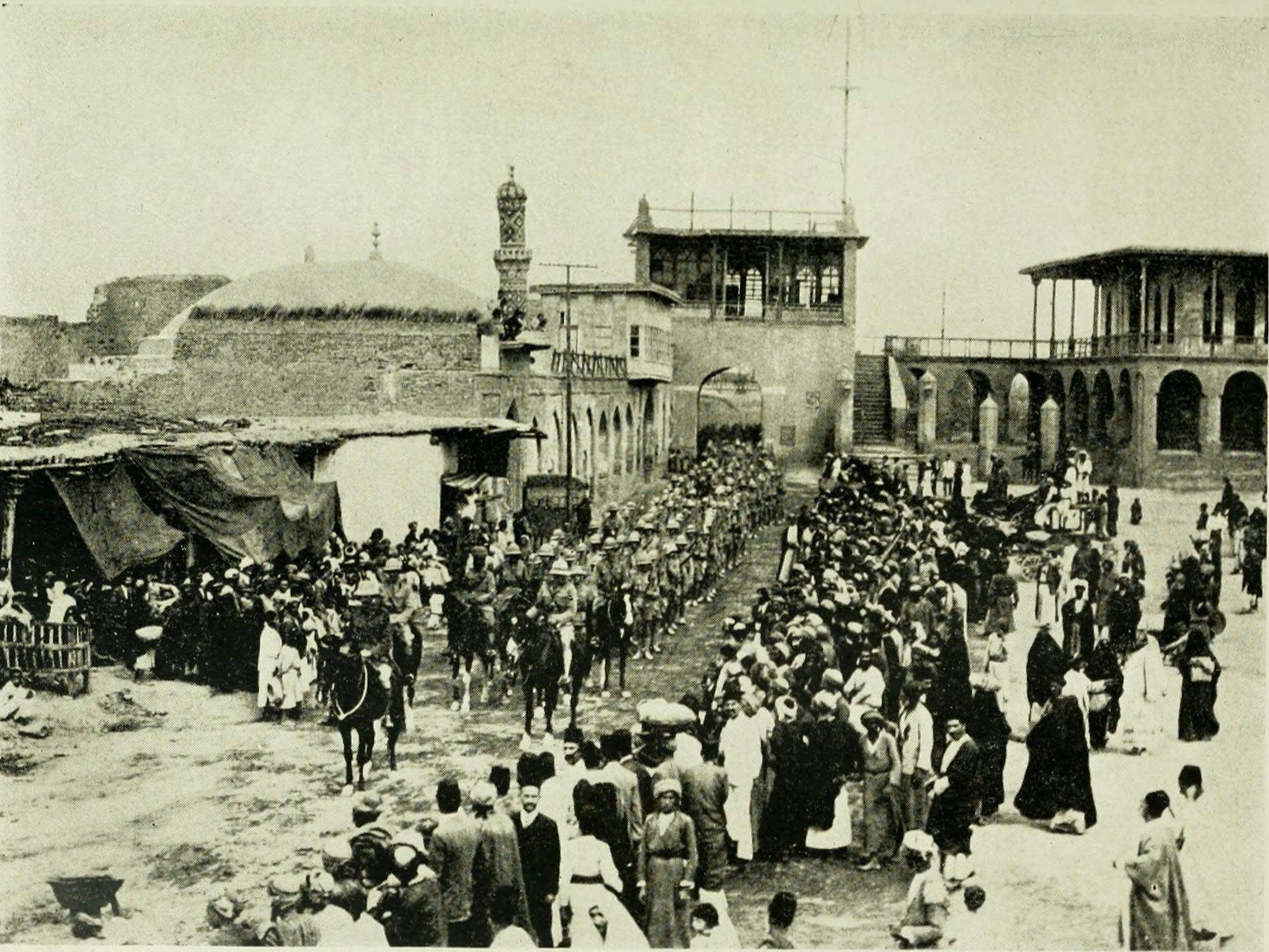
ورود نیروهای متفقین به بغداد
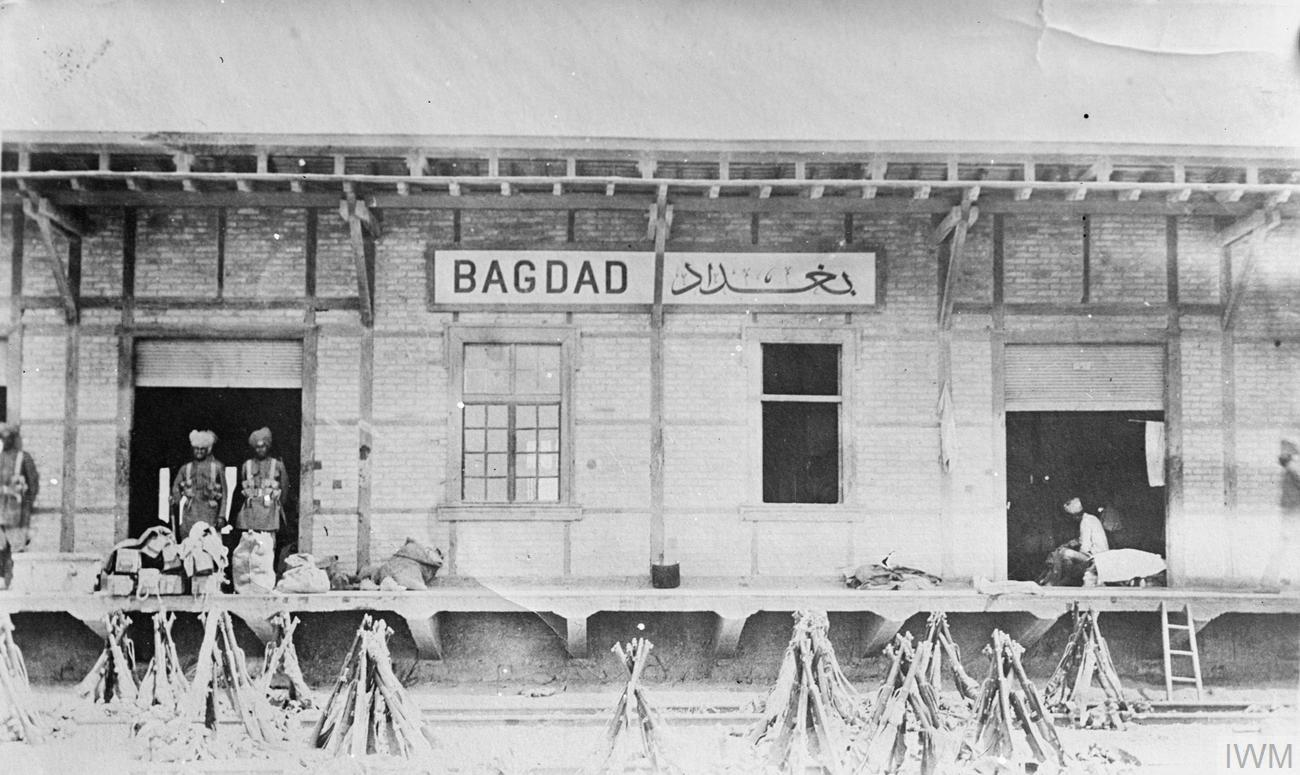
نیروهای هند بریتانیا در ایستگاه راه آهن بغداد
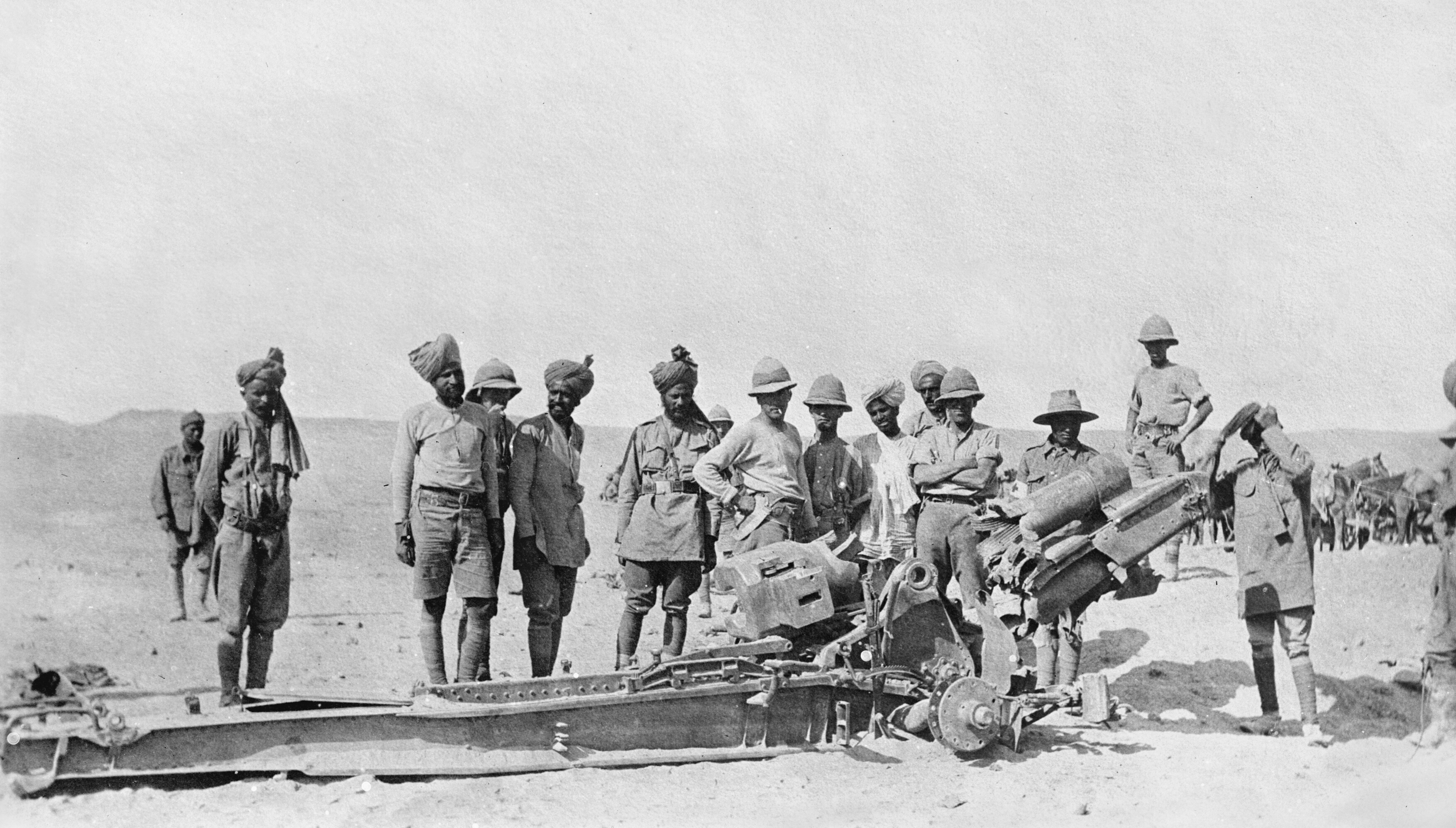
سربازان انگلیس و هند در حال بررسی یک اسلحه توپخانه مخروبه ترکها هستند.
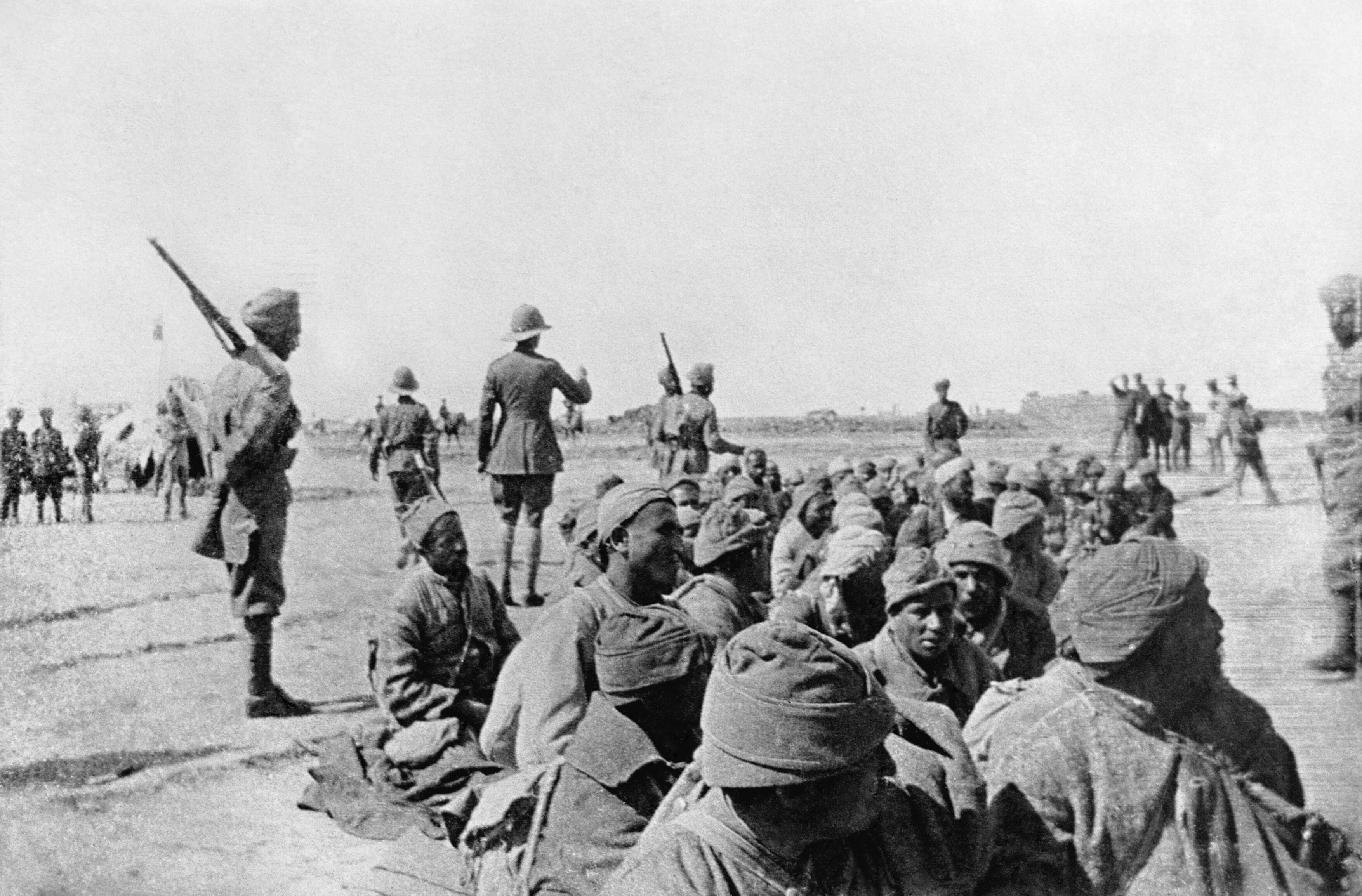
نیروهای هندی که از زندانیان ترک اسیر شده در سنایات محافظت می‌کردند ، ۲۴ فوریه ۱۹۱۷.
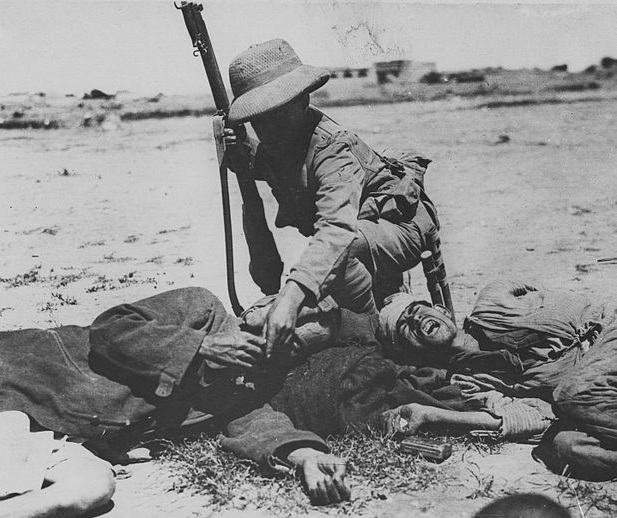
سرباز انگلیسی که به یک سرباز گرسنه ترک غذا می‌دهد.
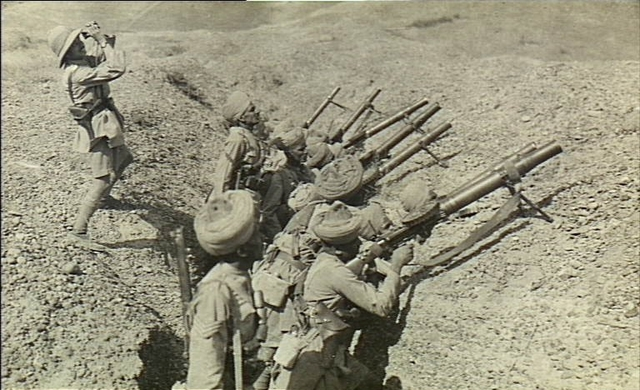
سربازان هندی آماده می‌شوند تا با اسلحه‌های لوئیس علیه هواپیماهای دشمن شلیک کنند.
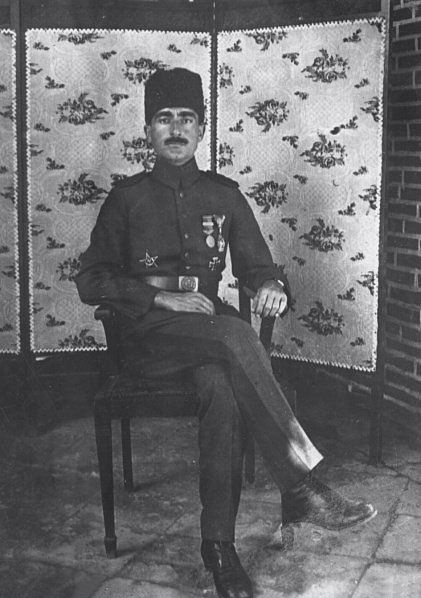
خلیل پاشا
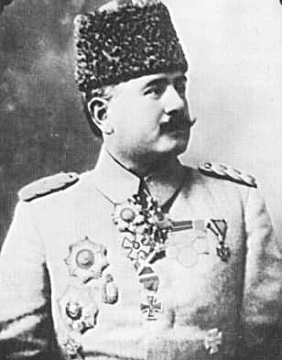
کاظم بیگ
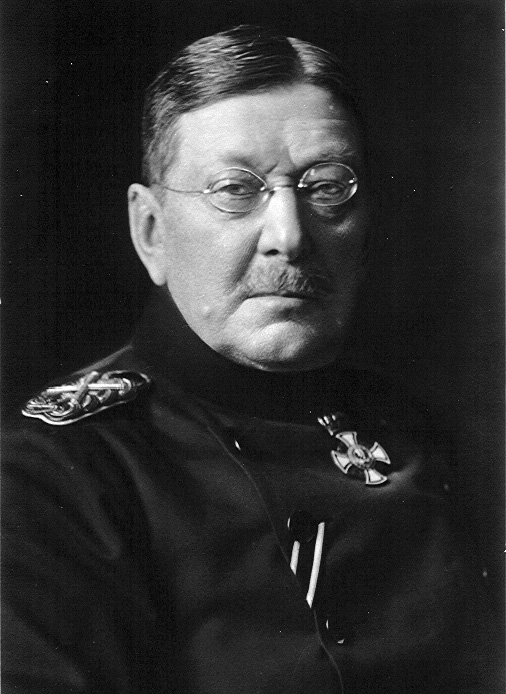
کلمار فرایهر فن در گلتس
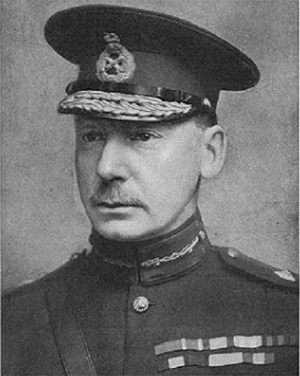
ژنرال تاونشند
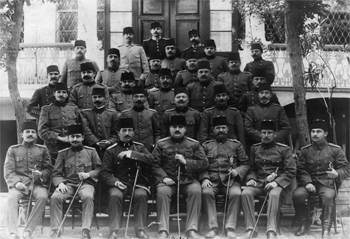
پرسنل ارتش ششم عثمانی
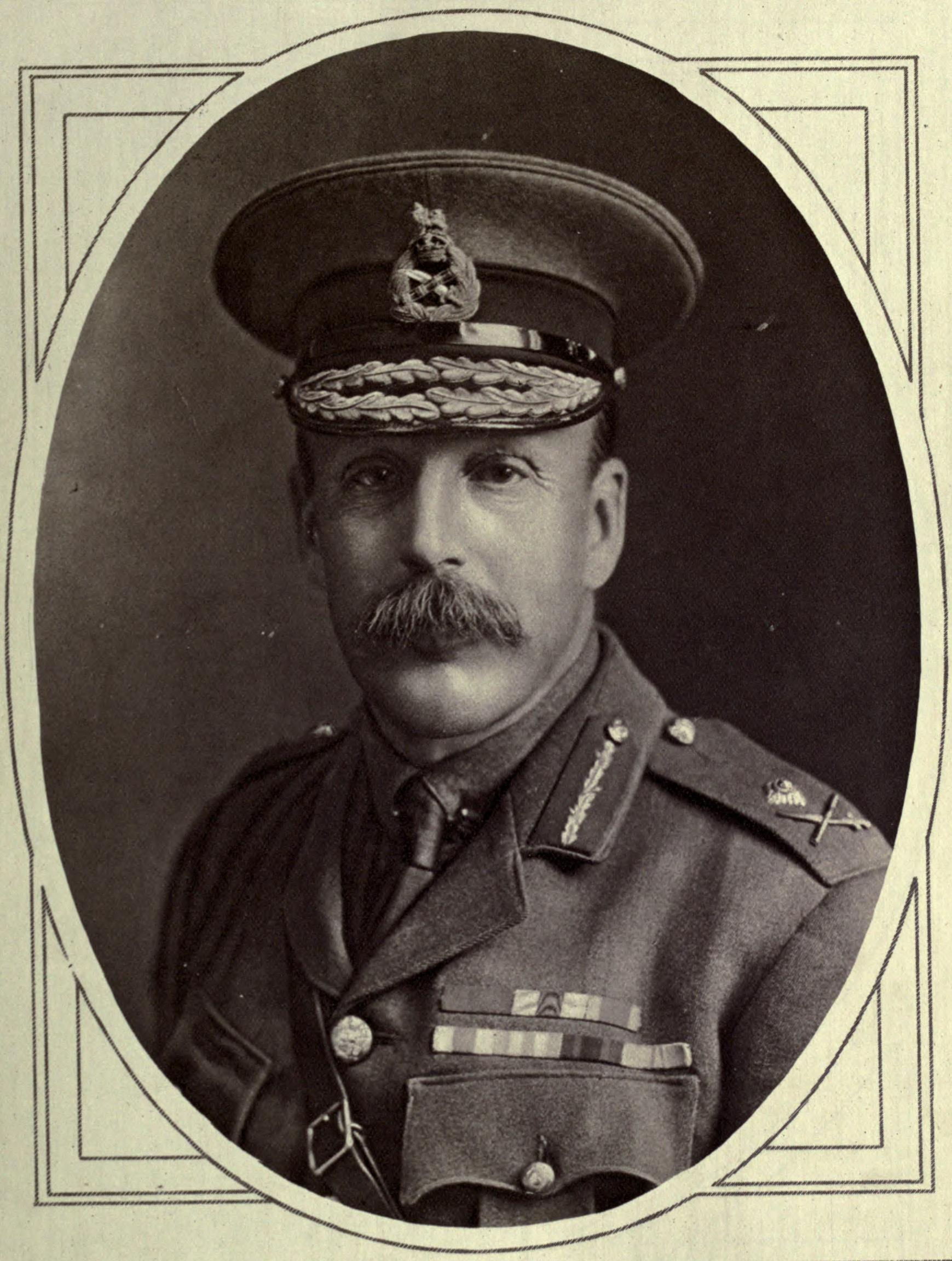
ژنرال استنلی مود